# USS Boggs (DD-136)
USS Boggs (DD–136) là một tàu khu trục thuộc lớp Wickes của Hải quân Hoa Kỳ trong giai đoạn Chiến tranh Thế giới thứ nhất, sau được xếp lại lớp như một tàu phụ trợ AG-19, rồi thành một tàu rải mìn cao tốc DMS-3 trong Chiến tranh Thế giới thứ hai trước khi ngừng hoạt động và tháo dỡ vào năm 1946. Nó là chiếc tàu chiến duy nhất của Hải quân Hoa Kỳ được đặt tên theo Chuẩn đô đốc Charles Boggs (1811–1877), người từng phục vụ trong Chiến tranh Mexico-Hoa Kỳ và cuộc Nội chiến Hoa Kỳ.

## Thiết kế và chế tạo
Boggs được đặt lườn vào ngày 15 tháng 11 năm 1917 tại Xưởng hải quân Mare Island, Vallejo, California. Nó được hạ thủy vào ngày 25 tháng 4 năm 1918, được đỡ đầu bởi cô Ruth Hascal, và được đưa ra hoạt động vào ngày 23 tháng 9 năm 1918 dưới quyền chỉ huy của Hạm trưởng, Trung tá Hải quân H. V. McKittrick.

## Lịch sử hoạt động
Boggs khởi hành từ San Diego vào tháng 3 năm 1919 cho một chuyến đi kéo dài sáu tháng dọc theo bờ Đông Hoa Kỳ, vùng Bắc Đại Tây Dương và vùng biển Caribe. Sau khi quay về, nó phục vụ cùng Hạm đội Thái Bình Dương cho đến khi được cho xuất biên chế vào ngày 29 tháng 6 năm 1922 và đưa về lực lượng dự bị.
Được xốp lại lớp như một tàu phụ trợ với ký hiệu lườn AG-19 vào ngày 5 tháng 9 năm 1931, Boggs được cho nhập biên chế trở lại vào ngày 19 tháng 12 năm 1931 và được phân về Đội Mục tiêu Lưu động 1 thuộc Lực lượng Chiến trận, làm nhiệm vụ kéo mục tiêu, điều khiển mục tiêu bằng vô tuyến cao tốc, và quét mìn. Ngoại trừ một chuyến đi đến vùng bờ Đông từ tháng 1 đến tháng 10 năm 1934, nó phục vụ tại vùng bờ Tây cho đến năm 1940; được chuyển đến Trân Châu Cảng vào ngày 11 tháng 9 năm 1940; và đến cuối năm đó được xếp lại lớp như một tàu quét mìn cao tốc với ký hiệu lườn DMS-3.
Khi Hải quân Nhật bất ngờ tấn công Trân Châu Cảng vào ngày 7 tháng 12 năm 1941, Boggs đang ở ngoài khơi. Nó lập tức quay trở về vào cuối ngày hôm đó, tuần tra các lối tiếp cận và các nơi neo đậu. Nó tiếp tục ở lại Trân Châu Cảng làm nhiệm vụ tuần tra và quét mìn cho đến tháng 1 năm 1943, khi nó thực hiện chuyến đi mang hàng tiếp liệu đến đảo Canton thuộc quần đảo Phoenix, và quay trở về Trân Châu Cảng vào ngày 2 tháng 3 năm 1943. Trong một năm tiếp theo, nó phục vụ tuần tra, quét mìn và tàu kéo tại khu vực lân cận Hawaii, trước khi đảm nhiệm vai trò tàu kéo mục tiêu trực thuộc Bộ chỉ huy Huấn luyện Tác chiến ngoài khơi San Diego từ ngày 12 tháng 4 năm 1944 đến tháng 3 năm 1945.
Sau khi được đại tu tại San Pedro, California từ tháng 3 đến tháng 6 năm 1945, Boggs được tháo dỡ thiết bị quét mìn và lấy lại ký hiệu lườn cũ 'AG-19 vào ngày 5 tháng 6 năm 1945. Được trang bị như một tàu kéo mục tiêu cao tốc, nó đi đến Eniwetok, quần đảo Marshall ngang qua Trân Châu Cảng vào ngày 15 tháng 8, ở lại đây cho đến ngày 6 tháng 10, rồi quay trở về Hoa Kỳ, về đến nơi vào đầu năm 1946. Boggs được cho ngừng hoạt động vào ngày 20 tháng 3 năm 1946 và được bán để tháo dỡ vào ngày 27 tháng 11 năm 1946.